# 萨莫韦茨农村居民点
萨莫韦茨农村居民点（俄语：Самовецкое сельское поселение）是俄罗斯联邦沃罗涅日州埃尔季利区所属的一个农村居民点。其下辖有4个居民点，行政中心为萨莫韦茨。据2016年统计，该农村居民点的人口为808人。